# 20776 Джулікрюґлер
20776 Джулікрюґлер (20776 Juliekrugler) — астероїд головного поясу, відкритий 1 вересня 2000 року.
Тіссеранів параметр щодо Юпітера — 3,389.